# Dicranum peruvianum
Dicranum peruvianum är en bladmossart som beskrevs av H. Robinson 1967. Dicranum peruvianum ingår i släktet kvastmossor, och familjen Dicranaceae. Inga underarter finns listade i Catalogue of Life.